# Кукурузень
Кукурузень (рум. Cucuruzeni) — село в Оргіївському районі Молдови. Адміністративний центр однойменної комуни, до складу якої також входить село Окніца-Резеші.

## Населення
За даними перепису населення 2004 року у селі проживали 1808 осіб.
Національний склад населення села:
| Національність   | Кількість осіб | Відсоток   |
| ---------------- | -------------- | ---------- |
| молдавани румуни | 1752 41        | 96,9% 2,3% |
| росіяни          | 9              | 0,5%       |
| українці         | 5              | 0,3%       |
| болгари          | 1              | 0,1%       |
| Всього           | 1808           | 100%       |